# Iglesia de San Nicolás (Tudela)
La iglesia de San Nicolás de Bari de Tudela (Navarra) fue uno de los templos románicos más destacados de la ciudad, cuya existencia se remonta a la primera mitad del siglo XII. Fue reedificada en el siglo XVIII con su actual fábrica barroca. Se sitúa entre las calles San Nicolás y Serralta del Casco Antiguo de Tudela. Aquí recibió sepultura Sancho VII el Fuerte, aunque dos años después fue trasladado definitivamente a Roncesvalles.

## Descripción general

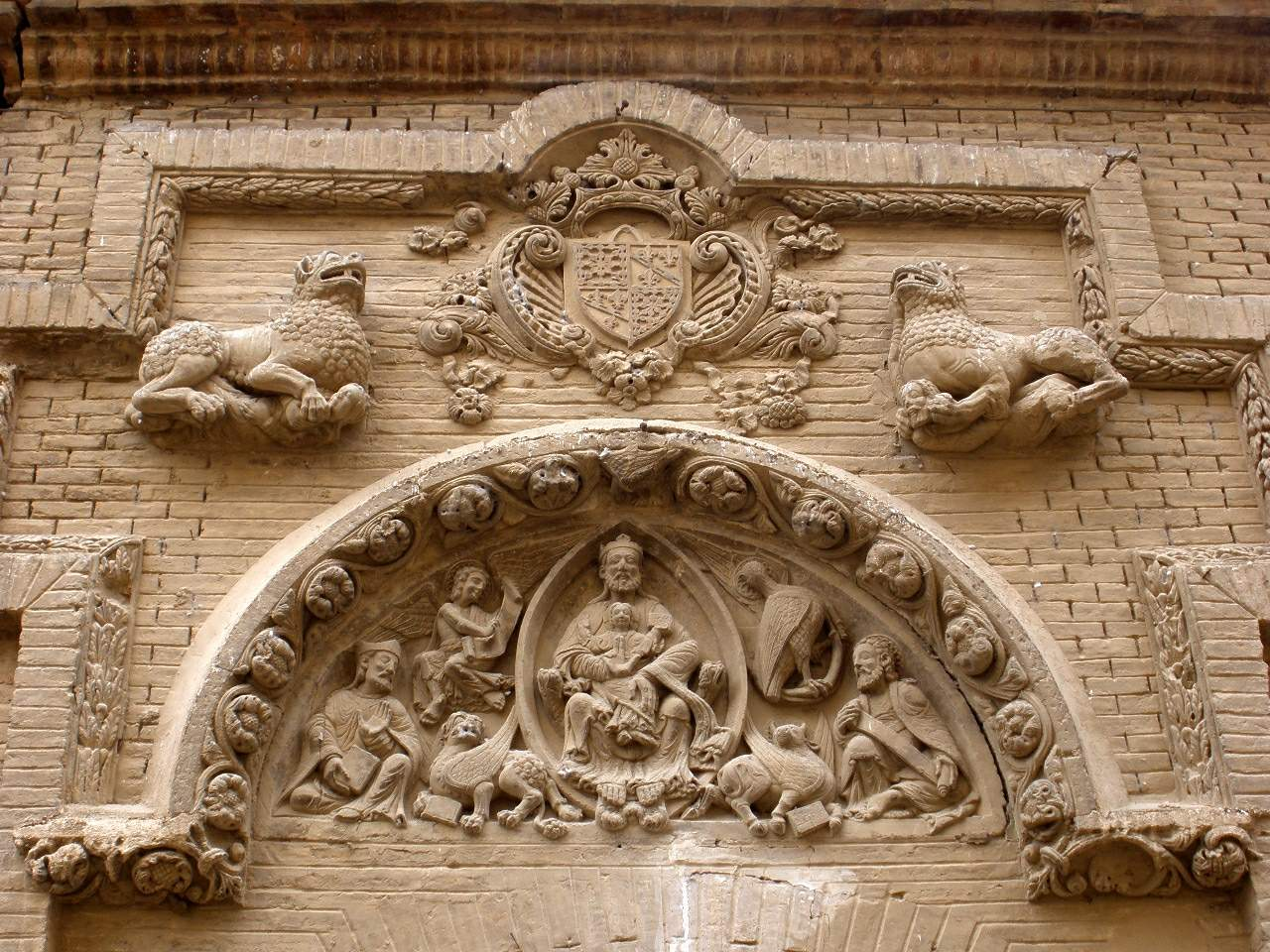
Tímpano

El primitivo templo del siglo XII fue seguramente un edificio románico de una sola nave con ábside semicircular. 
El tímpano y los dos leones que están sobre el tímpano, son los únicos elementos que se conserva del templo original, construido en el siglo XII.
El tímpano propiamente dicho está rodeado por una chambrana decorada con motivos vegetales. En él se ha representado a Dios Padre en el interior de una mandorla, con el niño sentado en sus rodillas. Alrededor de la mandorla están los Tetramorfos, los cuatro símbolos de los evangelistas (el león, el ángel, el águila y el toro) y, a los lados, dos figuras sentadas, que no han sido identificadas de forma unívoca como David e Isaías.
Sobre el tímpano hay un escudo heráldico de la dinastía francesa de los Evreux y a sus dos lados, dos leones románicos que sujetan bajo sus garras sendas figuras. Una moldura mixtilínea enmarca estos elementos.

## Capillas
El templo actual es una nave de 5 tramos y una cabecera semicircular, con unos 20 metros de longitud.
Altar Mayor tenía un retablo del siglo XVI, pero sustituyó a uno más antiguo, conservando solo la imagen de San Nicolás.
Tiene cinco capillas, dos en el lado del Evangelio, (lado izquierda): la de San Bernardo (después de la Virgen del Pilar) y la de San Marcos (del siglo XVI remodelada en el XVIII), 
Tres en el de la Epístola (lado derecho), dos de las cuales eran la de la Virgen de los Remedios (barroca del siglo XVIII) y la de San Gregorio tuvo un retablo del siglo XVI, construida para los Tornamira (del siglo XVI remodelada en el XVIII).
La capilla inmediata a la cabecera del lado de la Epístola contenía un pequeño retablo rococó, del siglo XVIII avanzado.
Los retablos, imágenes y mobiliario están actualmente en iglesias de la ribera de Navarra y el museo de Tudela para evitar su deterioro.

## Torre

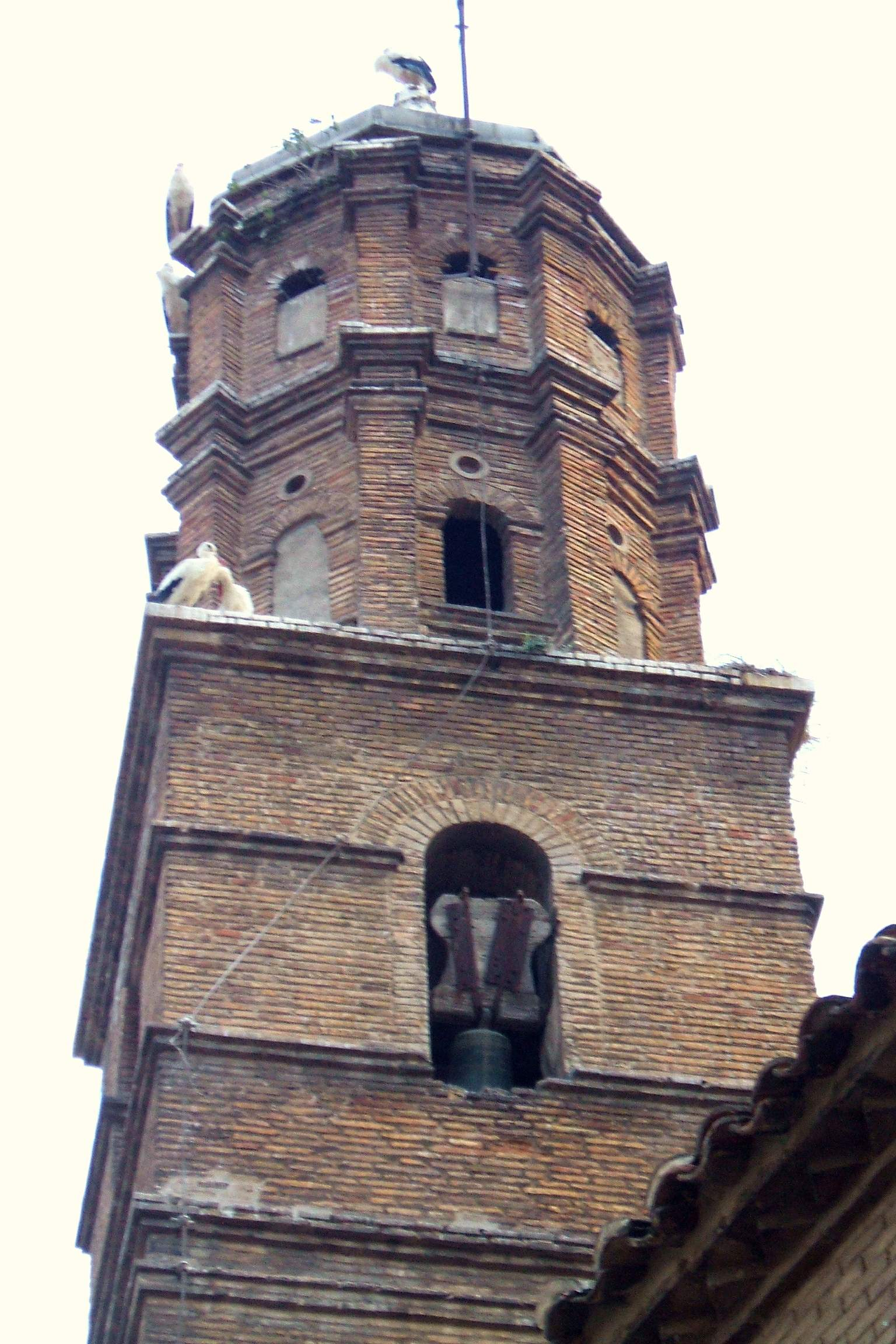
Torre

La torre, unida a la cabecera del templo por un cuerpo con galería de arquillos, es del siglo XVII; es de planta cuadrada con un cuerpo alto a modo de fuste, seguido de dos cuerpos octogonales y coronado por un chapitel bulboso de plomo, ya restaurado.

## Cronología de construcción

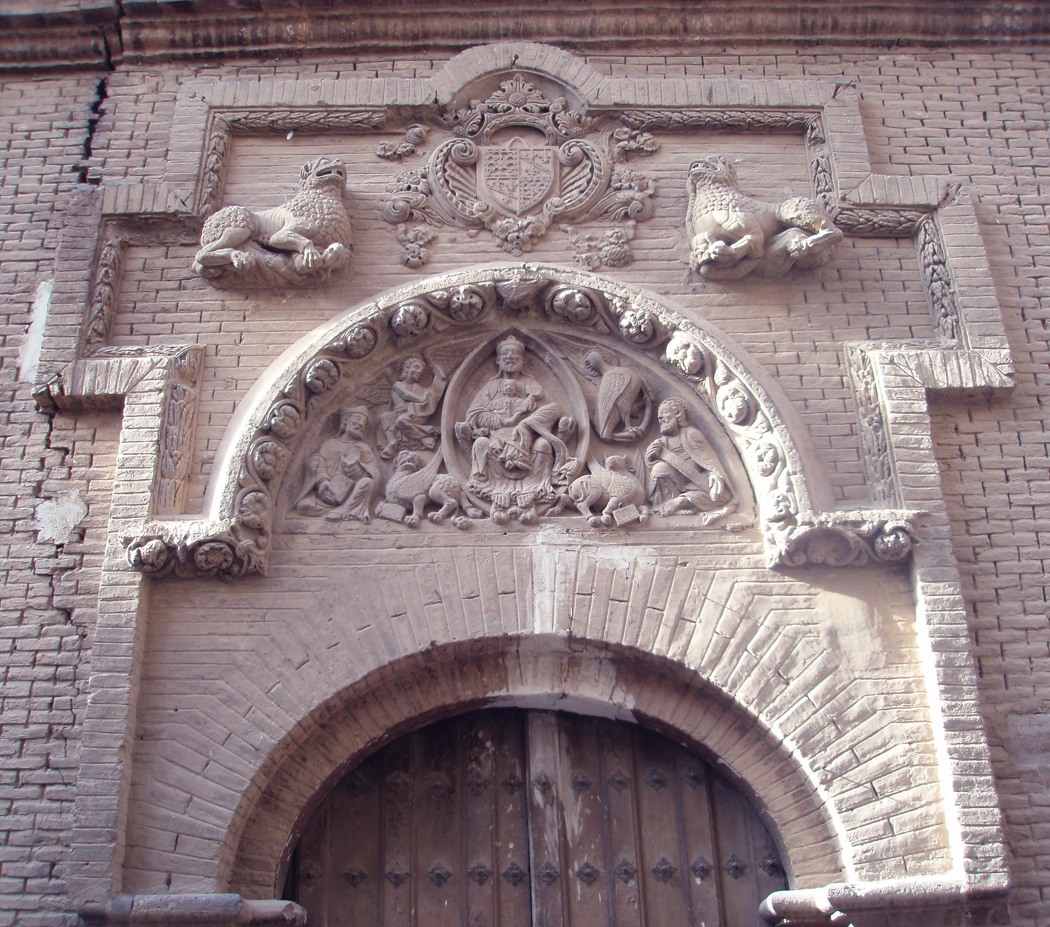
Portada románica de San Nicolás (el tímpano y los dos leones en piedra)

En el Archivo de Santa María Real de Oña, se conserva un documento sobre una donación hecha en el año 1131, por la que Fortuno Garces y su mujer Teresa, donan al dicho Monasterio la Basílica de Santa Cecilia de Tudela. Esta Basílica fue, en sus primeros años, del Priorato de la Orden de San Benito. No se conoce la causa ni la fecha, pero los monjes de la orden desaparecieron, y la iglesia se dedicó a San Nicolás. Su construcción debió ocurrir, por tanto, poco después de la conquista de Tudela por Alfonso I el Batallador en 1119.
La iglesia románica se deterioró rápidamente a causa de la cercanía del río Mediavilla (es en realidad un barranco local que solo recoge escorrentías de lluvia de los Montes de Canraso y cruza la iglesia por debajo de los pies de la nave). En 1279, ya se pedían limosnas para su reparación. En 1520, necesitó una restauración parcial. En 1604, se cambió la torre por otra nueva. En 1729, se decidió derruirla a causa de dos grandes inundaciones del río Mediavilla en 1709 y 1729 (Sáinz, pag 1142).

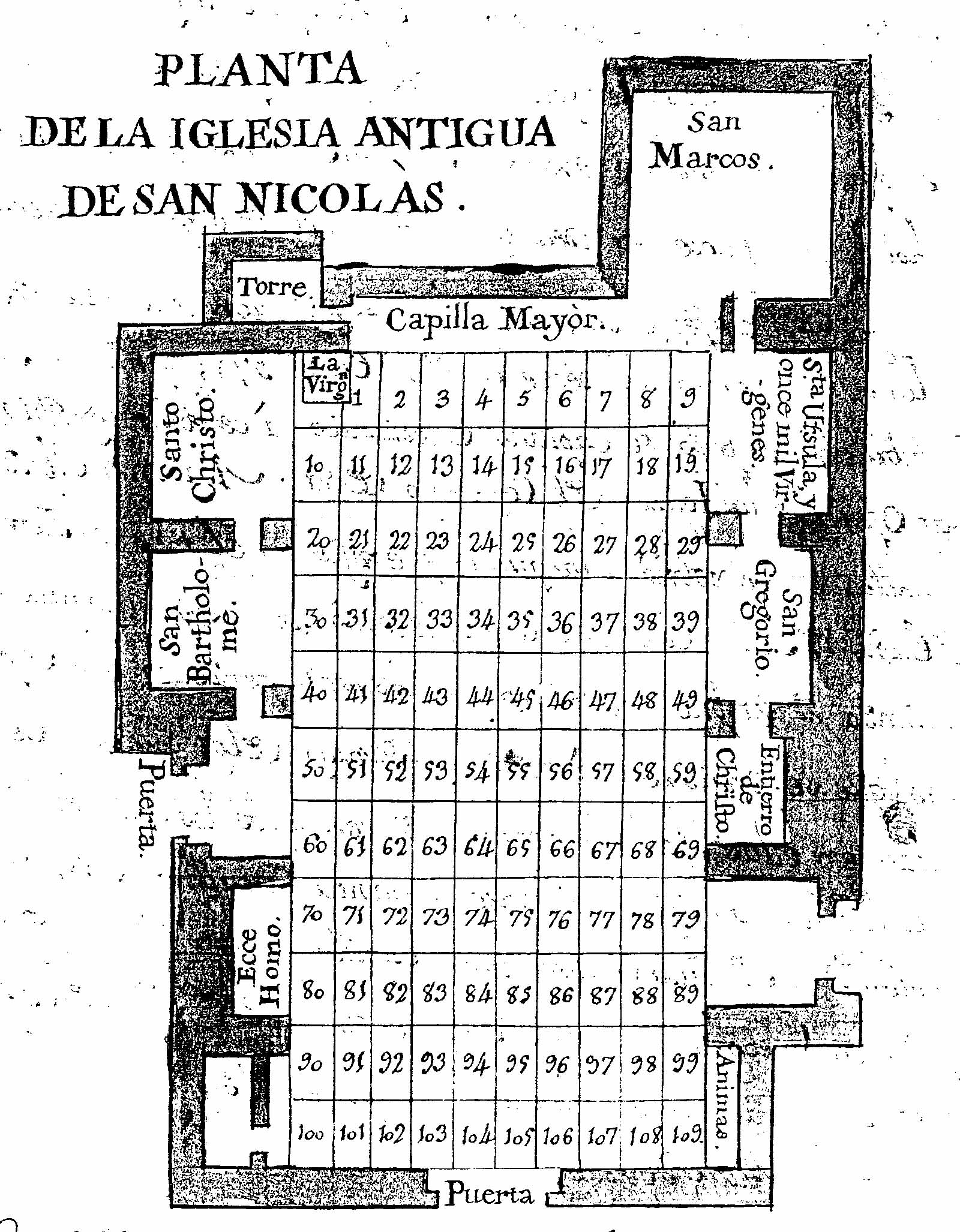
Plano Iglesia San Nicolas Tudela Navarra s.XVI.jpg
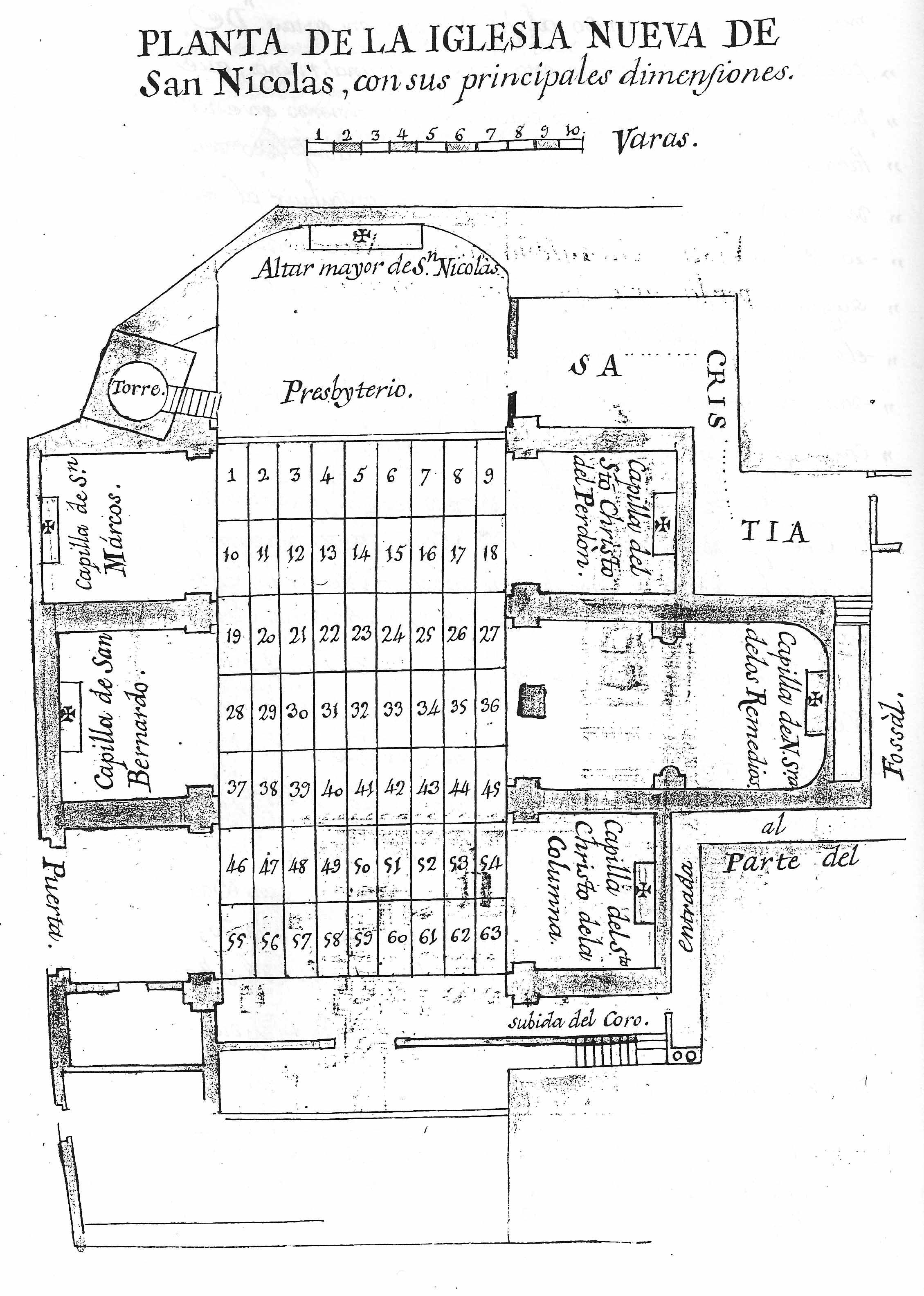
Plano de la tercera iglesia 1729